# 돌카스
돌카스(본명:홍순태 1986년 10월 31일 ~ )는 대한민국의 작곡가이자 가수이다.

## 학력
- 강릉농공고등학교 (졸업)
- 강원도립대학교 (컴퓨터응용과/전문학사 졸업)

## 참여 작품

### 주요 음반
- 2006년 돌카스 1st Album-고추참치(고추참치)[1]
- 2006년 사이버 트루퍼스[1]
- 2021년 돈까스매니아
- 2023년 돌카스 BGM 컬렉션 Vol.1

### 기타
- 2005년 해커에 대한 격노
- 2022년 공연(실황영화) 나는 인터넷 가수다

## 보도 자료
- 해킹송 당근송 숫자송…퓨전동요 톡 톡 톡, 동아일보, 2006년 5월 5일
- [이슈인채널]고추참치송, 전자신문, 2008년 7월 1일
- 집콕 MZ세대 흥 폭발…마성의 고추참치송·빙그레우스[언박싱], 헤럴드경제, 2020년 9월 24일